# Військово-морські сили Чилі
Військово-морські сили Чилі (ісп. Armada de Chile) — один з видів збройних сил Республіки Чилі. В основному включають в себе військово-морський флот, морську піхоту, морську авіацію, частини та підрозділи спеціального призначення.

## Структура

### Національна ескадра
Національна ескарда (англ. Escuadra Nacional) є основним надводним бойовим компонентом ВМФ Чилі і включає в себе вісім фрегатів. Матеріально-технічне забезпечення ескадри здійснюють два танкери і один буксир.
Фрегати типу 22 (1 одиниця) і 23 (3 одиниці) британського будівництва раніше служили в Королівському військово-морському флоті Великої Британії. Багатоцільові (класу «М» — нід. Multipurpose fregat) фрегати типу «Карєл Доорман» (2 одиниці) і протиповітряні (класу «Л» — нід. Luchtverdedigingsfregat) фрегати типу «Якоб ван Хєємскєрк» (2 одиниці) голландського будівництва раніше служили в Королівському військово-морському флоті Нідерландів.
Один з танкерів національної ескадри (АО-52) американського будівництва раніше служив у Військово-морському флоті США, в той час як другий, побудований у Швеції танкер (А-53) раніше екслпуатіровался комерційними нафтоналивними компаніями, поки не був куплений Військово-морськими силами Чилі. Кораблі ескадри базуються в Вальпараїсо.
| Тип                                     | Номер вимпелу | Найменування                                             | У складі флоту           | Стан    | Примітки                                                                                |
| Фрегаты                                 | Фрегаты       | Фрегаты                                                  | Фрегаты                  | Фрегаты | Фрегаты                                                                                 |
| --------------------------------------- | ------------- | -------------------------------------------------------- | ------------------------ | ------- | --------------------------------------------------------------------------------------- |
| фрегат типу 22                          | FF-19         | «Альміранте Вільямс» «Almirante Williams»                | з 5 вересня 2003 року    | в строю | колишній HMS «Шеффілд» (F96)                                                            |
| фрегат типу 23                          | FF-05         | «Альміранте Кокрейн» «Almirante Cochrane»                | з 22 листопада 2006 року | в строю | колишній HMS «Норфолк» (F230)                                                           |
| фрегат типу 23                          | FF-06         | «Альміранте Конделль» «Almirante Condell»                | з 28 травня 2008 року    | в строю | колишній HMS «Мальборо» (F233)                                                          |
| фрегат типу 23                          | FF-07         | «Альміранте Лінч» «Almirante Lynch»                      | з 27 березня 2007 року   | в строю | колишній HMS «Графтон» (F80)                                                            |
| фрегат типу «Якоб ван Хєємскєрк»        | FFG-11        | «Капітан Прат» «Capitán Prat»                            | з 17 липня 2006 року     | в строю | колишній Hr.Ms. «Вітте де Віт» (F813)                                                   |
| фрегат типу «Якоб ван Хєємскєрк»        | FFG-14        | «Альміранте Ляторре» «Almirante Latorre»                 | з 16 грудня 2005 року    | в строю | колишній Hr.Ms. «Якоб ван Хєємскєрк» (F812)                                             |
| фрегат типу «Карєл Доорман»             | FF-15         | «Альміранте Блянко Енкаляда» «Almirante Blanco Encalada» | з 16 грудня 2005 року    | в строю | колишній Hr.Ms. «Абрахам ван дер Хюлст» (F832)                                          |
| фрегат типу «Карєл Доорман»             | FF-18         | «Альміранте Рівєрос» «Almirante Riveros»                 | з 18 квітня 2007 року    | в строю | колишній Hr.Ms. «Тьєрк Хіддес» (F830)                                                   |
| Танкери                                 |               |                                                          |                          |         |                                                                                         |
| танкер типу «Хєнрі Джєй. Кайзєр»        | AO-52         | «Альміранте Монт» «Almirante Montt»                      | з 10 лютого 2010 року    | в строю | колишній USNS «Ендрю Хіґґінс» (T-AO-190)                                                |
| танкер типу ДнВ +1A1 Продакт карріер EO | AO-53         | «Араукано» «Araucano»                                    | з 17 грудня 2010 року    | в строю | колишній Шібс А/С Карландер «Слєтав» колишній Сосьєдад Навьєра Ультрагас Лтда «Альпака» |
| Буксири                                 |               |                                                          |                          |         |                                                                                         |
| буксир типу «Вєрітас»                   | ATF-66        | «Гальваріно» «Galvarino»                                 | з 20 листопада 1987 року | в строю | колишній Мерск «Травелєр»                                                               |

### Підводні сили
Підводні сили (ісп. Fuerza de Submarinos) Чилі мають у своєму складі чотири дизель-електричні підводні човни. Два човни типу 209 німецького будівництва — «Сімпсон» і «Томпсон», і два франко-іспанські човни типу «Скорпен» — «О'Хіґґінс» і «Каррера». Місцем базування підводних сил є Талькауано.
| Тип                             | Номер вимпелу  | Найменування            | У складі флоту | Стан           | Примітки       |
| Підводні човни                  | Підводні човни | Підводні човни          | Підводні човни | Підводні човни | Підводні човни |
| ------------------------------- | -------------- | ----------------------- | -------------- | -------------- | -------------- |
| підводний човен типу «Скорпен»  | SS-22          | «Каррера» «Carrera»     | з 2005 року    | в строю        |                |
| підводний човен типу «Скорпен»  | SS-23          | «О'Хіґґінс» «O'Higgins» | з 2005 року    | в строю        |                |
| підводний човен типу 209/1400-L | SS-20          | «Томпсон» «Thomson»     | з 1984 року    | в строю        |                |
| підводний човен типу 209/1400-L | SS-21          | «Сімпсон» «Simpson»     | з 1982 року    | в строю        |                |

### Морська авіація
Морська авіація (ісп. Aviación Naval) Чилі здійснює функції оперативної підтримки надводних і підводних сил, а також сил морської піхоти. Для цього на її озброєнні є протичовнові, патрульні, транспортні, пошуково-рятувальні та навчальні літаки, а також бойові, багатоцільові та пошуково-рятувальні вертольоти.
| Тип                                                         | Виробництво | Призначення                                   | Кількість | Примітки |
| Літаки                                                      | Літаки      | Літаки                                        | Літаки    | Літаки   |
| ----------------------------------------------------------- | ----------- | --------------------------------------------- | --------- | -------- |
| Lockheed P-3ACH Orion                                       | США         | морський патрульний і протичовновий літак     |           |          |
| CASA C-295MPA Persuader CASA C-295ASW Persuader             | Іспанія     | морський патрульний літак протичовновий літак |           |          |
| Embraer EMB-111AN Bandeirulha Embraer EMB-111CN Bandeirante | Бразилія    | патрульний літак транспортний літак           |           |          |
| CASA C-212 Aviocar                                          | Іспанія     | транспортний літак                            |           |          |
| Cessna O-2A Skymaster                                       | США         | патрульний літак                              |           |          |
| Pilatus PC-7 Turbo Trainer                                  | Швейцарія   | навчальний літак                              |           |          |
| Вертольоти                                                  |             |                                               |           |          |
| Aérospatiale AS.532 Cougar                                  | Франція     | бойовий вертоліт                              |           |          |
| Aérospatiale AS.365 Dauphin                                 | Франція     | багатоцільовий вертоліт                       |           |          |
| MBB Bo 105                                                  | Німеччина   | багатоцільовий вертоліт                       |           |          |
| Bell 206AS                                                  | США         | багатоцільовий вертоліт                       |           |          |

Розпізнавальний знак
Знак на кіль

### Корпус морської піхоти
Корпус морської піхоти (ісп. Cuerpo de Infantería de Marina) Чилі виконує три основні функції: ведення бойових дій в морських десантах, берегова оборона та охорона військово-морських об'єктів і забезпечення правопорядку в місцях базування. Для вирішення цих завдань морська піхота використовує різні транспортні і десантні засоби, і має в своєму розпорядженні широкий спектр систем озброєння, зв'язку і спостереження за морським простором. Організаційно Корпус морської піхоти включає в себе експедиційну амфібійну бригаду чотирьохбатальйонного складу і два окремих загони берегової оборони.
Експедиційна амфібійна бригада (ісп. Brigada Anfibia Expedicionaria)
- 21-й батальйон морської піхоти «Міллер» (ісп. Batallón Infantería de Marina N° 21 Miller)
- 31-й батальйон морської піхоти «Альдеа» (ісп. Batallón Infantería de Marina N° 31 Aldea)
- 51-й батальйон морської піхоти «Оляве» (ісп. Batallón Infantería de Marina N° 51 Olave)
- 41-й батальйон морської піхоти «Уртадо» (ісп. Batallón Infantería de Marina N° 41 Hurtado)

Підрозділи берегової оборони
- 1-й загін морської піхоти «Лінч» (ісп. Destacamento de Infantería de Marina Nº1 Lynch)
- 4-й загін морської піхоти «Кокрейн» (ісп. Destacamento de Infantería de Marina Nº4 Cochrane)

Підрозділи охорони і правопорядку
- Гарнізон охорони та правопорядку Ікіке (ісп. Guarnición de Infantería de Marina de Orden y Seguridad de Iquique)
- Гарнізон охорони та правопорядку Магайянес (ісп. Guarnición de Infantería de Marina de Orden y Seguridad de Magallanes)
- Гарнізон охорони та правопорядку Талькауано (ісп. Guarnición de Infantería de Marina de Orden y Seguridad de Talcahuano)

### Амфібійне командування і військово-морського транспорту
| Тип                                    | Номер вимпелу    | Найменування                       | У складі флоту        | Стан             | Примітки                |
| Десантні кораблі                       | Десантні кораблі | Десантні кораблі                   | Десантні кораблі      | Десантні кораблі | Десантні кораблі        |
| -------------------------------------- | ---------------- | ---------------------------------- | --------------------- | ---------------- | ----------------------- |
| десантний корабель-док типу «Фудр»     | LSDH-91          | «Саргенто Альдеа» «Sargento Aldea» | з 22 грудня 2011 року | в строю          | колишній «Фудр» (L9011) |
| малий десантний корабель типу «БАТРАЛ» | LST-92           | «Ранкагуа» «Rancagua»              | з 8 серпня 1983 року  | в строю          |                         |
| малий десантний корабель типу «БАТРАЛ» | LST-95           | «Чакабуко» «Chacabuco»             | з 27 травня 1986 року | в строю          |                         |

### Командування спеціальних сил
Командування сил спеціальних сил (ісп. Comando de Fuerzas Especiales) ВМС Чилі було утворено в 2006 році в результаті об'єднання Командування тактичних водолазів (ісп. Comando de Buzos Tácticos) ВМС Чилі та 51-ї групи диверсантів-десантників морської піхоти Чилі (ісп. Agrupación de Comandos de Infantería de Marina Nº 51) Спеціально відібрані й навчені бійці здатні діяти в будь-яких умовах і вирішувати широкий спектр завдань в інтересах Командування військово-морських операцій.

### Командування ракетних катерів
Командування ракетних катерів (ісп. Comando de Misileras) у своєму складі три ракетних катери.
| Тип                           | Номер вимпелу  | Найменування        | У складі флоту          | Стан           | Примітки              |
| Ракетні катери                | Ракетні катери | Ракетні катери      | Ракетні катери          | Ракетні катери | Ракетні катери        |
| ----------------------------- | -------------- | ------------------- | ----------------------- | -------------- | --------------------- |
| ракетний катер типу «Са'ар 4» | LM-30          | «Касма» «Casma»     | з 8 листопада 1979 року | в строю        | колишній AChY «Ромах» |
| ракетний катер типу «Са'ар 4» | LM-31          | «Чіпана» «Chipana»  | з 30 грудня 1980 року   | в строю        | колишній AChY «Кешет» |
| ракетний катер типу «Са'ар 4» | LM-34          | «Ангамос» «Angamos» | з 1 червня 1997 року    | в строю        | колишній AChY «Решеф» |

## Прапори

Військово-морський прапор
Гюйс

## Знаки розрізнення

### Офіцери
| Категорії               | Офіцери   | Офіцери       | Офіцери         | Офіцери          | Офіцери            | Офіцери             | Офіцери          | Офіцери          | Офіцери     | Офіцери       |
| ----------------------- | --------- | ------------- | --------------- | ---------------- | ------------------ | ------------------- | ---------------- | ---------------- | ----------- | ------------- |
| Нарукавний знак         |           |               |                 |                  |                    |                     |                  |                  |             |               |
| Чилійське звання        | Almirante | Vicealmirante | Contraalmirante | Capitán de Navío | Capitán de Fragata | Capitán del Corbeta | Teniente Primero | Teniente Segundo | Subteniente | Guardiamarina |
| Код НАТО                | OF-9      | OF-8          | OF-7            | OF-5             | OF-4               | OF-3                | OF-2             | OF-1             | OF-1        | OF-D          |
| Український відповідник |           |               |                 |                  |                    |                     |                  |                  |             |               |

### Підофіцери і матроси
| Категорії               | Підофіцери       | Підофіцери | Підофіцери       | Підофіцери       | Підофіцери   | Підофіцери   | Матроси          | Матроси       |
| ----------------------- | ---------------- | ---------- | ---------------- | ---------------- | ------------ | ------------ | ---------------- | ------------- |
| Нарукавний знак         |                  |            |                  |                  |              |              |                  | немає         |
| Чилійське звання        | Suboficial Mayor | Suboficial | Sargento Primero | Sargento Segundo | Cabo Primero | Cabo Segundo | Marinero Primero | Grumete Naval |
| Код НАТО                | OR-9             | OR-8       | OR-7             | OR-6             | OR-5         | OR-4         | OR-3             | OR-2          |
| Український відповідник |                  |            |                  |                  |              |              |                  |               |